# 塔納普天然氣管線
塔納普天然氣管線，或稱之為跨安納托利亞天然氣管線，是一條位於土耳其的天然氣管線，是歐盟天然氣多元供應計畫之一。

## 工程
2015年3月17號，塔納普天然氣管線計畫正式動工，於2018年竣工，整個管線計畫的建造成本約為100億歐元，該條管線主要的天然氣供應源為亞塞拜然的沙赫德尼兹气田，屆時每年可以輸送160億立方公尺的天然氣至歐洲。

## 管線路徑

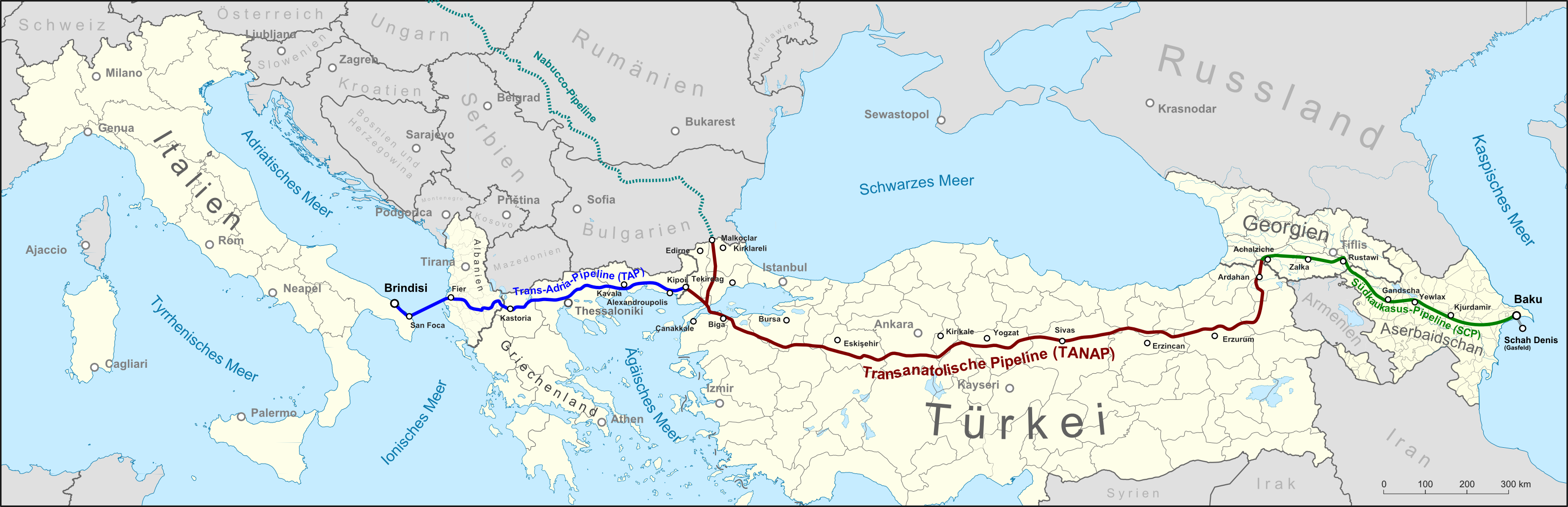
跨安納托利亞天然氣管線（紅線），南高加索天然氣管線線（綠線），亞得里亞海天然氣管線（藍線）

塔納普天然氣管從土耳其的Türkgözü為起點通到土耳其和希臘交界處的Ipsala區。塔納普天然氣管線會橫跨整個土耳其20個省份，67個區域以及600個鄉鎮，橫跨整個土耳其安納托利亞半島。管線的總長度約為1,334公里。該管線從東部連接貫穿亞塞拜然以及喬治亞共和國的南高加索天然氣管線延伸線，西接橫跨希臘以及義大利的亞得里亞海天然氣管線（興建中）。

## 股東以及股份占比
| 公司名稱                                              | 股份占比 |
| ----------------------------------------------------- | -------- |
| Southern Gas Corridor Closed Joint Stock Company(SGC) | 58%      |
| BOTAS                                                 | 30%      |
| BP                                                    | 12%      |

## 戰略意義
2013年底烏克蘭危機爆发，2014年烏克蘭以及俄羅斯的紛爭之後，歐洲天然氣輸送供應的安全受到考驗，原因是有80%左右的俄羅斯出口到歐洲的天然氣會經過烏克蘭，因此歐洲國家在此事件後積極的尋找其他的天然氣供應源。